# Editorial Alrevés
L'Editorial Alrevés és una empresa editorial de Barcelona, fundada per Josep Forment -editor, escriptor i traductor-, Gregori Dolz Kerrigan, Maria Permanyer, Roger Clanchet, Marc Pitarch i Ilya Pérdigo l'any 2009. El 2012 es fa el llançament de la col·lecció Crims.cat, dirigida per Àlex Martin, de novel·la negra en català seguint la idea de La Cua de Palla i que a finals de 2016 comptava amb 25 títols.

## Història
L'any 2013 Alrevés Editorial/Crims.cat, LaBreu Edicions, L'Avenç, Llibres del Delicte, Edicions Saldonar, Editorial Meteora, El Gall, Edicions del Periscopi, Editorial Gregal i Raig Verd Editorial van crear el grup Llegir en català (LEC) i a La Setmana del Llibre en Català de 2013 es va fer la presentació del decàleg de la plataforma, que agrupa els llibres editats per totes elles. L'editorial també pertany a l'Associació d'Editors en Llengua Catalana.
Progressivament, ha anat deixant de banda la producció en llengua catalana i s'ha centrat en els llibres de novel·la negra en castellà basats en narrativa socio-criminal. A partir del 2018 va crear la col·lecció SinFicción dedicada a successos criminals ocorreguts a Espanya.

## Descripció
Al seu catàleg tenen títols de novel·la negra, narrativa, no ficció i creixement personal tant en català com en castellà. Alguns dels escriptors que han publicat a l'editorial són: Juli Alandes, Xavier Aliaga, Victor del Árbol, Jaume Benavente, Sebastià Bennasar, Lluís Bosch, Sebastià Jovani, Jordi Ledesma, Dominique Manotti, Andreu Martín, Rafa Melero, Alexis Ravelo, Yanet Acosta, Juan Tallón, Juan Bas, Gonzalo Garrido, Flavio Soriga, Josep Torrent i Alabau, Rafael Vallbona, Agustí Vehí, Anna Maria Villalonga, Mário Zambujal, entre d'altres. En els seus projectes es troba la col·laboració amb la il·lustradora catalana Pilarín Bayés i l'escriptora i guionista Núria Parera per acostar -en català, castellà i anglès- als infants als barris de Barcelona.

## Crims.cat
Crims.cat és una col·lecció de l'editorial Alrevés i també una pàgina web dedicada a la novel·la negra en català. S'hi troben no només els títols i els autors de la col·lecció sinó també un espai dedicat al món del gènere criminal en català: ressenyes, articles de reflexió, notícies del món negre, novetats editorials, opinions suscitades i tota mena de notícies relacionades amb el món de la novel·la criminal als Països Catalans. El seu director és Àlex Martín Escribà.
Els dos primers números de la col·lecció foren Torn de nit, d'Agustí Vehí i Castelló i Història de Mort, d'Andreu Martín.